# Hecho jurídico
Hecho jurídico es todo fenómeno de la naturaleza o del comportamiento humano que el legislador considere atribuible de consecuencia jurídica. Tales consecuencias o efectos pueden consistir en la creación, modificación, transferencia, transmisión o extinción de un derecho.
Los hechos jurídicos son calificados por el derecho de acuerdo a ciertos valores, atribuyéndoles determinadas consecuencias, configurándolos y tipificándolos objetivamente como integrantes del supuesto de la norma, llámese esta: ley, tratado, ordenanza, decreto, resolución, costumbre, precedente judicial, principios generales del derecho, contrato, testamento, etc. Es decir, son esa inmensa variedad de hechos naturales o sociales que por la trascendencia que tienen en la vida de relación del ser humano son configurados abstractamente en el supuesto de hecho de las normas que integran el ordenamiento jurídico, enlazándose determinados efectos, constitutivos, modificativos o extintivos de relaciones jurídicas. Por eso se dice que los hechos jurídicos son los que están previstos por el ordenamiento jurídico o, también, que son los hechos que están insertos en la estructura de la norma, constituyendo el contenido del supuesto normativo.

## Clasificación
Los hechos son acontecimientos susceptibles de ser percibidos por nuestros sentidos. Todos ellos pueden analizarse según distintos criterios:
- De acuerdo con su origen, los hechos son humanos o naturales.
- De acuerdo con las consecuencias que producen son hechos simples o hechos jurídicos (ambos tipos pueden ser humanos o naturales).

Un hecho jurídico es el antecedente o la causa de una relación jurídica. Una norma jurídica parte siempre de un presupuesto de hecho para posteriormente regular las consecuencias que ello tiene en el área del Derecho. El presupuesto de hecho de la norma es un hecho jurídico. Es habitual que en derecho procesal se establezca que una sentencia judicial explique dos aspectos: hechos jurídicos que se entienden probados, y fundamentos de derecho a aplicar a tales hechos. Así, el fallo o sentencia vendrá fundamentado por estas dos categorías. Según Ortolán: «La función de los hechos en la jurisprudencia es función eficiente.»
Es importante distinguir, dentro de los hechos jurídicos en sentido amplio, los llamados actos jurídicos y los hechos jurídicos en sentido estricto. Un hecho jurídico en sentido estricto no tiene por qué ser voluntario ni controlable por la persona, mientras que en un acto jurídico, la voluntad de la persona es esencial. Por lo tanto, todos los actos jurídicos son hechos jurídicos (en sentido amplio), pero no todos los hechos jurídicos son actos jurídicos.
- Ejemplos de hechos jurídicos: 
  - La muerte.
  - La promulgación de una Ley.
  - El nacimiento de una persona.
  - Una declaración de guerra.
  - Una catástrofe humana (genocidios, golpes de estado, etc.).

- Ejemplos de hechos jurídicos que además son actos jurídicos (Nota: todos los actos jurídicos son además hechos jurídicos pero no a la inversa):
  - La firma de un contrato.
  - El otorgamiento del consentimiento matrimonial.
  - Otorgar testamento.
  - Las inscripciones registrales.

## Regulación por países

### Argentina
El Código Civil y Comercial de la Nación dispone en su artículo 257 la definición de hecho jurídico:

El hecho jurídico es el acontecimiento que, conforme al ordenamiento jurídico, produce el nacimiento, modificación o extinción de relaciones o situaciones jurídicas.

Se diferencia del acto jurídico en que este último es voluntario, lícito y tiene por fin inmediato producir la adquisición, modificación o extinción de relaciones o situaciones jurídicas.